# Guy Dollman
John Guy Dollman (* 4. September 1886 in Acton, Middlesex; † 21. März 1942 in Basingstoke, Hampshire), besser bekannt unter seinem Rufnamen Guy Dollman, war ein britischer Mammaloge und Taxonom. Er war Mitglied der Linnean Society of London (FLS).

## Leben
Dollman war der älteste Sohn des britischen Malers John Charles Dollman (1851–1934). Sein Bruder Hereward Chune Dollman (1888–1919) war Entomologe, der im Alter von nur 30 Jahren an der Schlafkrankheit starb. Seine beiden Schwestern Mary und Ruth wurden 1883 und 1885 geboren. Guy Dollman wurde an der St Paul’s School in London ausgebildet und studierte mit Hilfe eines Stipendiums am St John’s College in Cambridge, wo er den Bachelor of Arts erlangte. Noch während seines Studiums wurde er im Jahr 1907 an der Abteilung für Zoologie des British Museum of Natural History angestellt, wo er einen Großteil seines Lebens als Kurator für Säugetiere tätig war. Während einer Expedition in Indochina entdeckte er die Tonkin-Stumpfnase, die er 1912 erstbeschrieb.
1915 trat er in die British Army ein, wo er im 19th London Regiment und in der 2nd London Reserve Brigade als Bombenoffizier seinen Militärdienst leistete. Da er bei einem Bombenunfall verletzt wurde, kämpfte er nicht im Ersten Weltkrieg. 1916 heiratete er Ethel V. Holloway.
1919 setzte er seine Arbeit beim British Museum fort, wo er das Arrangement der Ausstellungsgalerien übernahm. Beispielsweise initiierte er eine Lebensraumgruppe mit Afrikanischen Elefanten in der Zentralhalle des Museums. Er gruppierte drei Elefanten – Bulle, Kuh und Jungtier – und malte dazu die Hintergrundszenerie, die den Knysna Forest, den natürlichen Lebensraum der Elefanten, repräsentiert. 1933 war er Mitglied im Beratergremium der britischen Delegation bei der International Conference for the Preservation of the Flora and Fauna of Africa (London Convention of 1993), die als „Höhepunkt des institutionalisierten weltweiten Naturschutzes vor dem Zweiten Weltkrieg“ bezeichnet wurde. Dollman war an den Entscheidungen beteiligt, die zum vollständigen oder teilweisen Schutz bestimmter Tierarten führten.
Er reiste und schrieb viel mit Walter Rothschild. Zu den gemeinsamen Schriften zählen das Werk New mammals from Dutch New Guinea, das 1932 veröffentlicht wurde sowie ein Buch über Baumkängurus mit dem Titel The Genus Dendrolagus aus dem Jahr 1936.
Dollman war ein guter Künstler, dessen Zeichnungen in der Royal Academy of Arts gezeigt werden. Er illustrierte auch mehrere seiner eigenen wissenschaftlichen Schriften.
Dollman beschrieb zahlreiche neue Tierarten aus Südamerika, Afrika, Südostasien und Neuguinea, darunter mehrere Spitzmaus- und Nagetierarten aber auch Beuteltiere und Primaten. Hierzu zählen unter anderem die Bates-Weißzahnpitzmaus (Crocidura batesi), der Schwarzköpfige Nachtaffe (Aotus nigriceps), das Wondiwoi-Baumkänguru (Dendrolagus mayri), der Christy-Bilch (Graphiurus christyi), die Weißbauch-Bürstenhaarmaus (Uranomys ruddi), die Fox-Moschusspitzmaus (Crocidura foxi), die Große Buschmaus (Grammomys gigas) und die Dollman-Baummaus (Prionomys batesi).

## Dedikationsnamen
Nach Dollman sind die Nagetierarten Otomys dollmani, Maxomys dollmani und Melomys dollmani benannt.

## Schriften (Auswahl)
- A History of British Mammals; Gerald Edwin Hamilton Barrett-Hamilton, Guy Dollman, Martin Alister Campbell Hinton und Edward Adrian Wilson (1910)
- A new Elephant Shrew from Zanzibar; The Annals and Magazine of Natural History, 8th Series, Vol. X, (1912)
- On the African Shrews belonging to the Genus Crocidura; The Annals and Magazine of Natural History, 8th series (1915 & 1916).
- Catalogue of the Selous Collection of Big Game in the British Museum (Natural History); Longmans, Green and Co., (1921) Online
- Guide to the Specimens of the Horse Family (Equidæ) Exhibited in the Department of Zoology, British Museum (Natural History), 2. Auflage; Lydekker, Richard & Dollman, Guy; veröffentlicht im Auftrag der Treuhänder (1922)
- Records of Big Game: With Their Distribution, Characteristics, Dimensions, Weights, and Horn & Tusk Measurements von Rowland Ward, John Guy Dollman, J. B. Burlace; Rowland Ward Ltd. (1922)
- Horn Measurements and Weights of the Great Game of the World, &c. von Rowland Ward, J. B. Burlace, John Guy Dollman (1922)
- The Game Animals of India, Burma, Malaya, and Tibet 2. Auflage. von Richard Lydekker, überarbeitet von John Guy Dollman; veröffentlicht von Rowland Ward, (1924)
- The Game Animals of Africa von Richard Lydekker, John Guy Dollman, Veröffentlicht von R. Ward, (1926) 2. Auflage (überarbeitet von Dollman), London
- A new race of Arabian Gazelle. Proc. Zool. Soc. London (1927)
- Game animals of the Empire (1932)
- Mammals collected by Lord Cranbrook and Captain F. Kingdon Ward in Upper Burma. Proceedings of the Linnean Society of London (1932)
- New mammals from Dutch New Guinea. Abstracts of the Proceedings of the Zoological Society of London 353, 13–16; Rothschild, Lord Walter & Dollman, G. (1932).
- On mammals collected in Dutch New Guinea by Mr. F. Shaw Mayer in 1930. Rothschild, Lord Walter & Dollman, G. Proceedings of the Zoological Society of London (1932), 211–219. (1933).
- Rowland Ward’s Records of Big Game edited by J. B. Burlace, Guy Dollman; veröffentlicht von Rowland Ward, 10. Auflage (1935)
- The Genus Dendrolagus (Tree Kangaroos); Rothschild, Walter und Dollman, Guy, Transactions of the Zoological Society of London, 21, 477–551 (1936).
- African Antelopes; Supplement to the Journal of the Royal African Society Vol. XXXV, No. CXLI; Macmillan and co, (1936)
- The Basenji Dog. Journal of the Royal African Society. 36 (CXLII): 148–149 (1937)